# Lufthavnsskat
Lufthavnsskat er en afgift, som et flyselskab betaler til en given lufthavn for at anvende dens landingsbane og faciliteter. Flere selskaber, særligt lavprisselskaberne, har ikke lufthavnsskatten inkluderet i den billetpris, der markedsføres, men opkræver den særskilt ved bookingen. Skatterne tilfalder lufthavnens ejer, der anvender dem til vedligeholdelse og videre udvikling af lufthavnen.
Størrelsen på lufthavnsskatterne kan variere meget fra lufthavn til lufthavn. Flyselskabet betaler efter hvor mange passagerer, der var med flyet, men skatten kan også afhænge af flyets vægt, antallet af sæder eller tidspunkt for landing. Hovedreglen er, at meget befærdede lufthavne er dyrest grundet udbud og efterspørgsel, mens mindre lufthavne opkræver lavere lufthavnsskatter fordi efterspørgslen ikke er så stor. I Danmark er Københavns Lufthavn således dyrest, mens Aarhus Lufthavn og Aalborg Lufthavn har lavere lufthavnsskatter. For lavprisselskaber som Ryanair og Norwegian er lufthavnsskattens størrelse et vigtigt parameter i valget af lufthavne. Enkelte lufthavne, særligt mindre flyvepladser, opkræver slet ikke lufthavnsskat. 
Lufthavnsskatterne er ikke direkte sammenlignelige, idet de økonomiske vilkår for luftfart kan være forskellige fra land til land. Eksempelvis modtager mange lufthavne i Storbritannien offentlig støtte, mens lufthavne i Canada ikke gør. 